# Geghadir (Aragatsotn)
Geghadir (in armeno Գեղադիր?, chiamato anche Gekhadir; precedentemente Nizhnyaya Gezaldara) è un comune dell'Armenia di 649 abitanti (2001) della provincia di Aragatsotn.